# Lac Betsiamites
Pour les articles homonymes, voir Betsiamites.
Le lac Betsiamites est situé dans la zec Martin-Valin sur la rive Nord du fleuve Saint-Laurent, dans le territoire non organisé de Mont-Valin, dans la municipalité régionale de comté (MRC) du Fjord-du-Saguenay dans la région administrative de Saguenay-Lac-Saint-Jean, au Québec, au Canada.
La route forestière R0200 (qui se connecte vers le Nord à la R0208) dessert la zone Nord et Ouest du lac Betsiamites. D’autres routes forestières secondaires desservent le secteur pour les besoins de la foresterie et des activités récréotouristiques,,.
La foresterie est la principale activité économique de ce bassin versant ; les activités récréotouristiques, en second.
La surface du lac Betsiamites est habituellement gelée de la fin novembre au début avril, toutefois la circulation sécuritaire sur la glace se fait généralement de la mi-décembre à la fin mars.

## Géographie
Les principaux bassins versants voisins du lac Betsiamites sont :
- côté Nord : lac Le Marié, lac Poulin-De Courval, rivière Poulin, lac Laflamme, lac Mirepoix, rivière aux Sables ;
- côté Est : lac des Employés, bras Pilote, ruisseau Liégeois ;
- côté Sud : lac Le Breton, lac Gosselin, lac Jalobert, rivière Sainte-Marguerite, lac Barrette ;
- côté Ouest : lac Le Marié, lac Maingard, lac Doumic, rivière à la Cruche, lac Moncouche, rivière Saint-Louis[1].

Le lac Betsiamites constitue l'entité la plus au nord d'un groupe de quatre plans d’eau, formé des lacs Betsiamites, Le Breton, Gosselin et Jalobert. Le lac Betsiamites s’alimente des cours d’eau suivants (sens horaire à partir de l’embouchure) :
- décharge du lac Gilles ;
- décharge des lacs Baril et du Cheval ;
- décharge d’un ensemble de lacs dont Bernard, Paul, David, de la Couve, Cospel, du Loup-Cervier, Étranglé, Chevelu, du Mâle et Pansu ;
- décharge du lac du Braconnier ;
- décharge d’un ensemble de lacs dont Le Breton, Gosselin, Jalobert et Solitaire.

L'embouchure de ce lac est située au Nord-Ouest à :
- 6,8 km au Sud de la confluence de la décharge d’une série de lacs avec la rivière aux Sables ;
- 15,6 km au Sud du lac Poulin-De Courval ;
- 70,7 km au Sud du réservoir Pipmuacan ;
- 13,0 km au Nord du cours supérieur de la rivière Sainte-Marguerite ;
- 37,2 km au Nord de la rivière Saguenay ;
- 138,3 km au Sud-Ouest de l'embouchure de la rivière Betsiamites[1].

À partir de l’embouchure du lac Betsiamites, le courant descend notamment en traversant le lac Le Marié et le lac Marc, jusqu’à la rive Ouest de la rivière aux Sables. De là, le courant va vers le Nord jusqu’au réservoir Pipmuacan lequel est traversé vers l’Est par la rivière Betsiamites.

## Toponymie
Le terme « Betsiamites » se réfère à neuf désignations toponymiques : une réserve indienne, la rivière, la petite rivière (dans Pessamit), le lac (dans Mont-Valin), la pointe de Betsiamites, la Forêt rare de la Rivière-Betsiamites, la rue de Betsiamites (ville de Québec), un lieu non organisé (dans Pessamit) et une zone géographique (dans Colombier). La dénomination du lac Betsiamites a été enregistrée par la Commission de géographie en 1948.
Le toponyme « Lac Betsiamites » a été officialisé le 5 décembre 1968 à la Banque des noms de lieux de la Commission de toponymie du Québec.